# Georg Melchior Kraus
Pour les articles homonymes, voir Kraus.
Georg Melchior Kraus, né à Francfort le 26 juillet 1737 et mort à Weimar le 5 novembre 1806 est un peintre et graveur allemand. Élève de Johann Heinrich Tischbein, il a été lui-même professeur (notamment de Ferdinand Jagemann), entrepreneur et ami de Goethe. Il est le cofondateur de l'École princière de dessin de Weimar avec Friedrich Justin Bertuch en 1776.

## Biographie
Georg Melchior Kraus était le sixième des neuf enfants (dont cinq morts avant un an) de Johann Georg Kraus et Cornelia Kraus (née Paulsen), qui tenaient l'hôtel Zur weissen Schlangen (Aux serpents blancs) sur la Sandgasse de Francfort. Sa mère est morte et son père s'est remarié lorsqu'il avait huit ans.
De 1759 à 1762 il a étudié dans l'atelier du peintre de cour Johann Heinrich Tischbein dit « l'Ainé » à la cour du landgrave Frédéric II de Hesse-Cassel. En novembre 1762 il s'est rendu à Paris pour étudier avec le graveur sur cuivre le plus connu de l'époque, Jean-Georges Wille. Dans cette ville, il est aussi entré en contact avec le peintre de genre Jean-Baptiste Greuze et est bientôt devenu « le peintre de genre familier de sa sainteté le prince-évêque de Wirsbourg ».
À la fin 1766, Kraus est revenu à Francfort, où il a d'abord donné des cours particuliers et fait de la peinture de genre. Il a eu parmi ses élèves Sophie La Roche, Friedrich Heinrich Jacobi et Goethe, qui a demandé en vain le 2 avril 1767 au conseil de la ville la création d'une académie de peinture. Les années suivantes, il s'est déplacé au gré de sa clientèle, en revenant régulièrement à Francfort. Grâce à son camarade parisien Jacob Schmutzer, il a été nommé en 1768 membre étranger de l'Académie impériale et royale de gravure de Vienne. À l'été 1770, il est parti pour dix-huit mois en Suisse, après quoi il s'est rendu à Erfurt.

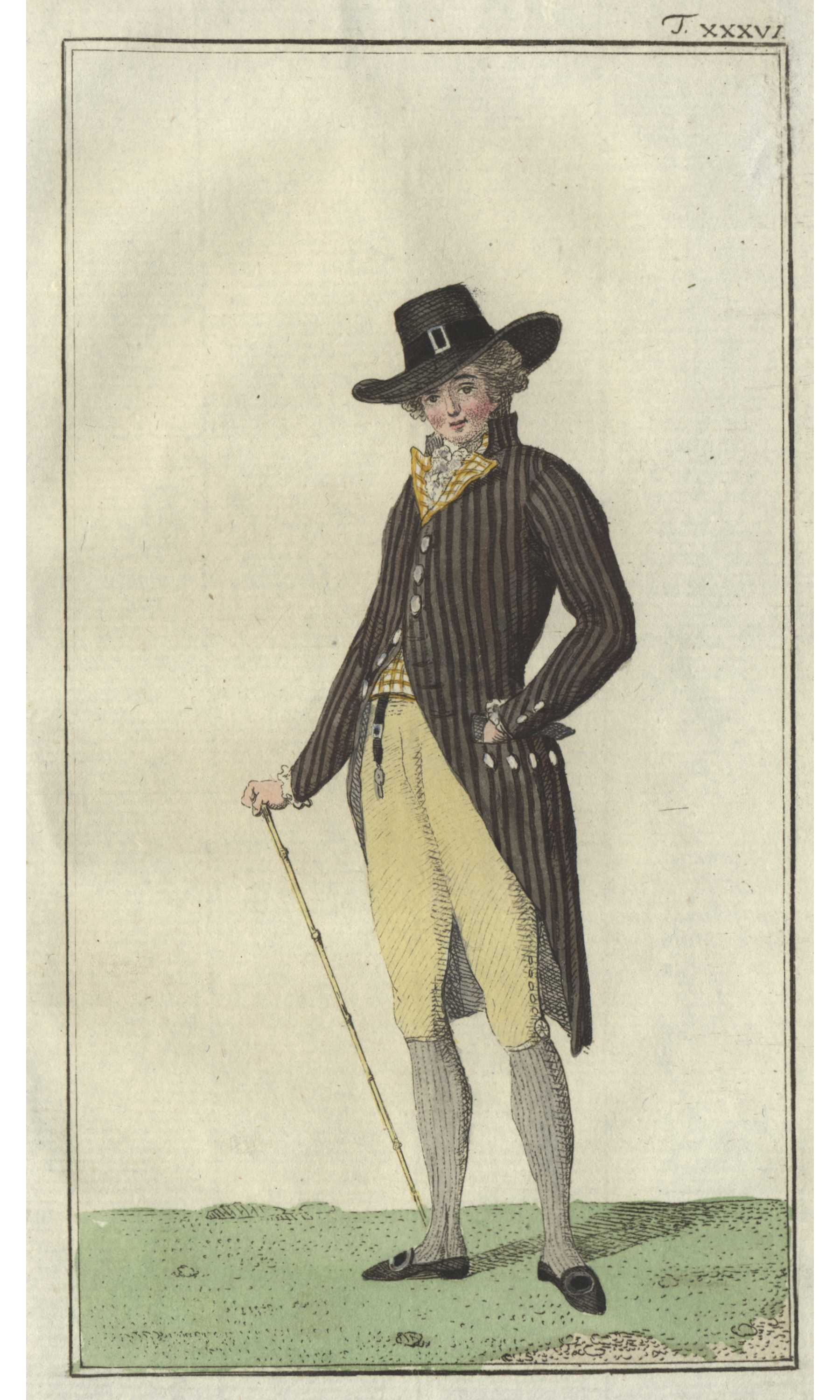
Anglais à la dernière mode, gravure publiée dans le ' en décembre 1786.

À partir de là, Kraus est entré en contact en 1773 avec des personnalités comme Christoph Martin Wieland et Friedrich Justin Bertuch, qui l'ont introduit à la cour de Weimar. Après de brèves visites, Kraus s'est installé à l'automne 1775 à Weimar, où, hormis quelques petits voyages, il a passé toute la deuxième moitié de sa vie. Il a sympathisé avec Bertuch, qui était à cette époque le secrétaire privé et le trésorier du jeune duc Charles-Auguste de Saxe-Weimar-Eisenach. Kraus et Bertuch ont rédigé en 1774 à Weimar un mémoire, « Projet d'établissement à peu de frais d'une école de dessin gratuite ». En 1775, à l'occasion d'une visite à Francfort, il a appris à Goethe les conditions à Weimar, avant même que celui-ci ait été invité par le duc : cette invitation a été un des premiers actes de la nouvelle école princière de dessin lorsqu'elle a été fondée l'année suivante. Son premier directeur a été Kraus lui-même, qui l'est resté jusqu'à sa mort. Elle avait aussi pour professeurs le sculpteur Martin Gottlieb Klauer (de) et le peintre Konrad Horny. En 1784, Kraus a accompagné Goethe pour son troisième voyage dans le Harz (8 août—14 septembre 1784) pour dessiner des formations géologiques.
En 1786, Kraus et l'entreprenant Friedrich Justin Bertuch, qui possédait une fabrique de fleurs artificielles et une fabrique d'accessoires de mode, ont créé le Journal des Luxus und der Moden (de), un mensuel de 30 pages dont chaque numéro était illustré de gravures sur cuivre partiellement en couleurs de Kraus ou de ses élèves de l'école de dessin, ce qui augmentait sa valeur. À la fois cosmopolite et bien conçu, le journal a vite été apprécié en dehors des frontières de l'Allemagne : avec environ 25 000 lecteurs, il a été une des plus belles réussites de la presse de cette époque (il a duré jusqu'en 1827).
Ce succès a incité Bertuch à lancer en 1790 le Bilderbuch für Kinder (de), un mensuel encyclopédique pour enfants, pour lequel Kraus et les élèves de l'école princière ont également créé des gravures (il a été publié jusqu'en 1830). Mais Kraus était aussi très présent dans les cercles de Weimar. « Jeune et vieux, paysan et bourgeois, conseiller, poète et aristocrate, pages et leur éducateur s'asseyaient là côte à côte, les parents apprenant en même temps que leurs enfants. » (Felix Pischel) L'hiver 1781-1782, Goethe a donné des conférences sur l'anatomie. Il a déclaré à propos de Kraus : « Il était le plus agréable compagnon, toujours impassible et serein, obligeant sans humilité, réservé sans arrogance, il était partout chez lui... » Goethe a souvent entraîné Kraus dans ses voyages en Thuringe, dans le Harz et à Mayence, où il a dessiné le siège de la ville.
En 1806, après les batailles d'Iéna et d'Auerstaed, les soldats français ont pillé Weimar, notamment la maison de Kraus. Bien que son ami Bertuch l'ait recueilli chez lui, traumatisé, il n'a survécu que quelques semaines à ses blessures. Il est mort le 5 novembre à Weimar, où il est enterré au Jacobsfriedhof (en).

## Galerie

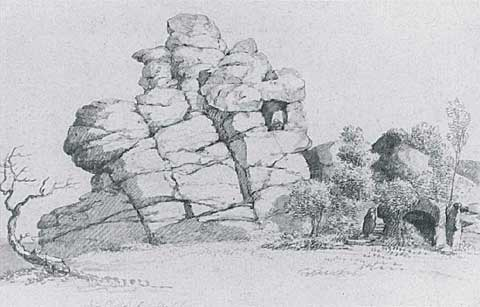
L'ermitage près de Goslar (Klusfelsen) (1784)
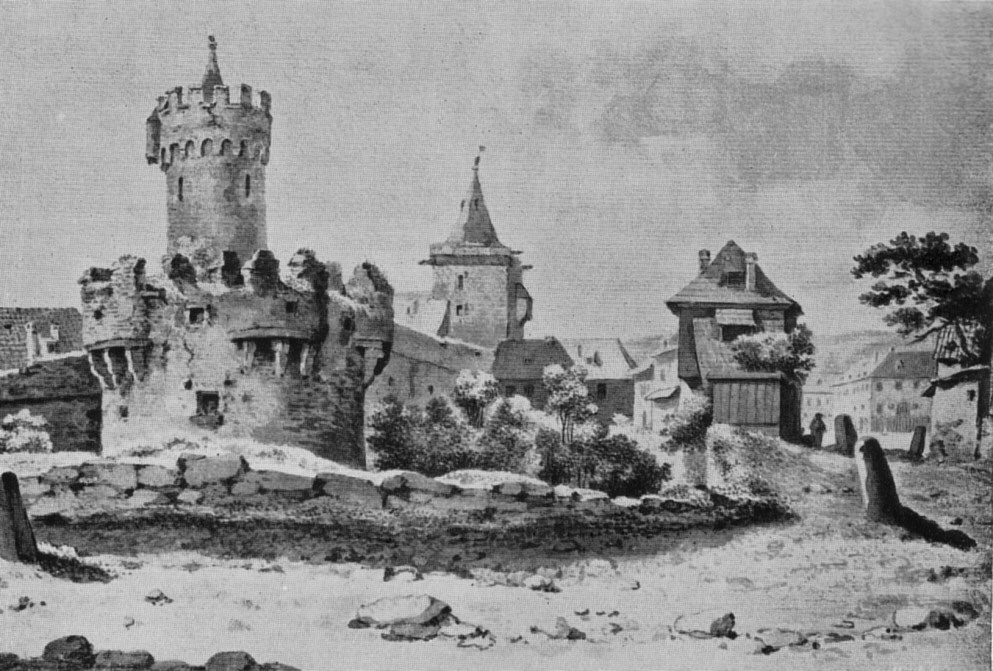
Remparts médiévaux d'Iéna (1800)
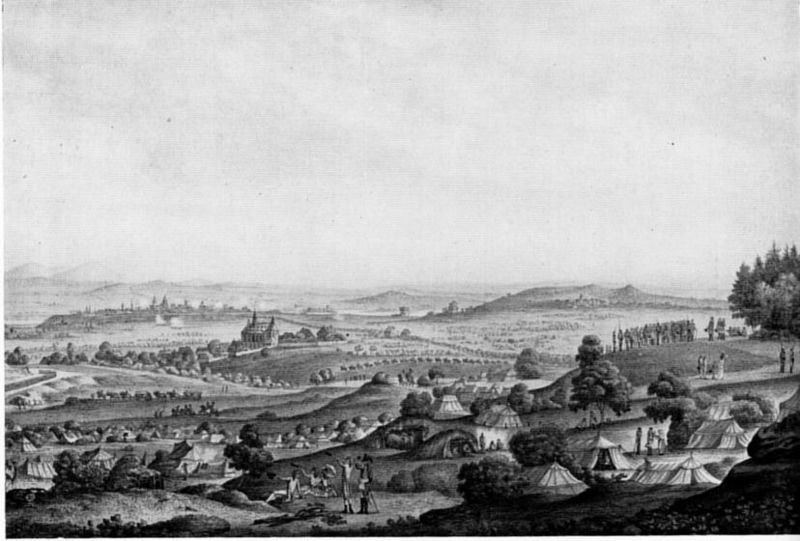
Siège de Mayence (1792)

## Publication
- (de) Georg Melchior Kraus ABC des Zeichners, von G. M. Kraus, Herzogl. S. W. Rath und Director der herzogl. Freien Zeichenschule in Weimar, 5. Aufl. Weimar 1810.